# Lachenalia trichophylla
Lachenalia trichophylla är en sparrisväxtart som beskrevs av John Gilbert Baker. Lachenalia trichophylla ingår i släktet Lachenalia och familjen sparrisväxter. Inga underarter finns listade i Catalogue of Life.